# Cadrete (kommunhuvudort)
Cadrete är en kommunhuvudort i Spanien.   Den ligger i provinsen Provincia de Zaragoza och regionen Aragonien, i den nordöstra delen av landet, 260 km nordost om huvudstaden Madrid. Cadrete ligger 304 meter över havet och antalet invånare är 2 296.
Terrängen runt Cadrete är kuperad söderut, men norrut är den platt. Cadrete ligger nere i en dal. Runt Cadrete är det tätbefolkat, med 383 invånare per kvadratkilometer. Närmaste större samhälle är Zaragoza, 13,1 km nordost om Cadrete. Omgivningarna runt Cadrete är i huvudsak ett öppet busklandskap.